# 0'erne
|  | For årtiet i det 21. århundrede, se 2000'erne. |
Århundreder: 1. århundrede f.Kr. – 1. århundrede – 2. århundrede
Årtier: 40'erne f.Kr. 30'erne f.Kr. 20'erne f.Kr. 10'erne f.Kr. 0'erne f.Kr. – 0'erne – 10'erne 20'erne 30'erne 40'erne 50'erne
År: 1 2 3 4 5 6 7 8 9